# Economia de Bulgària

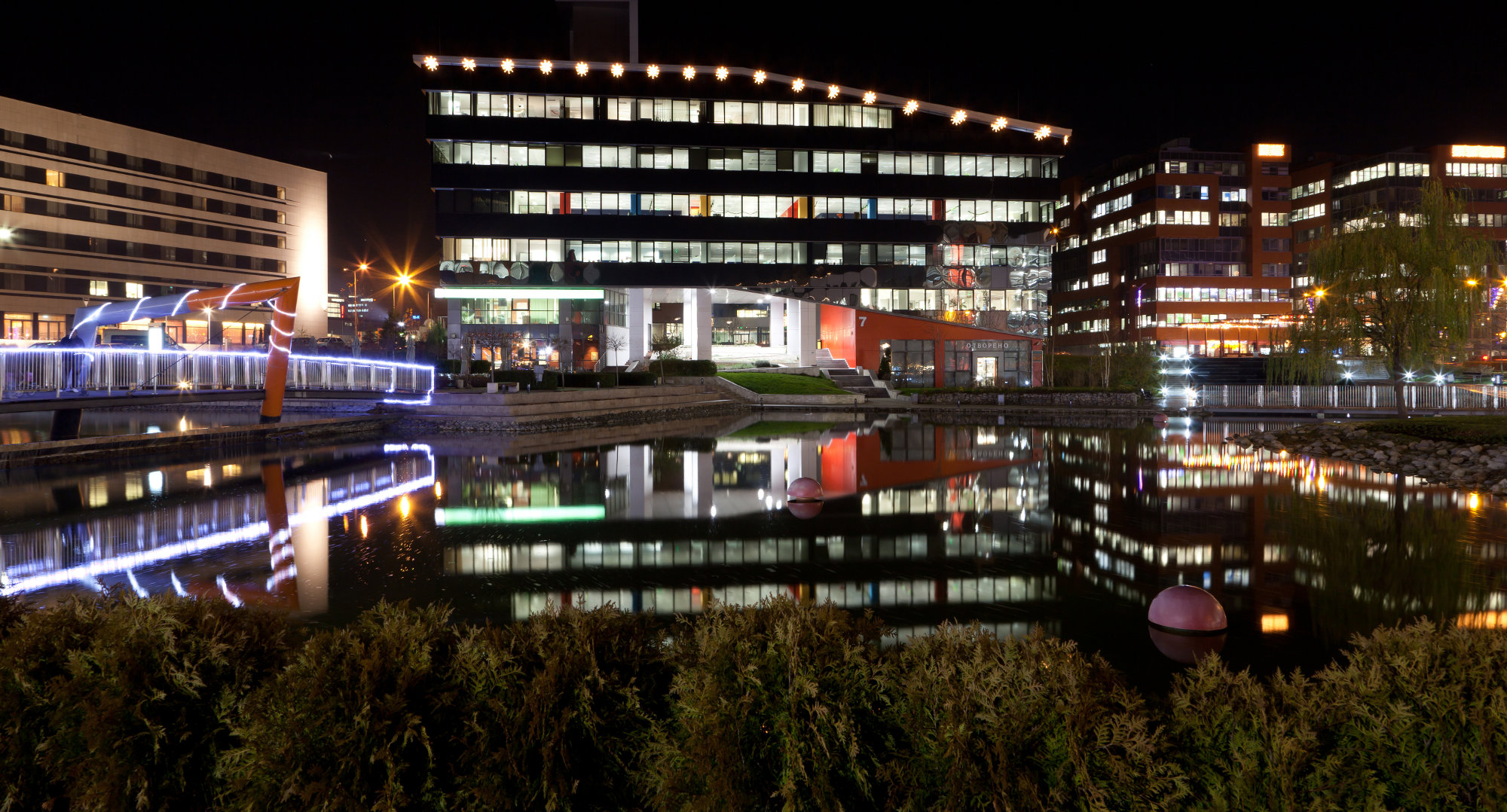
Business Park, a Sofia.

L'economia de Bulgària, antic país comunista que va ingressar a la Unió Europea l'1 de gener de 2007, va registrar una estabilitat macroeconòmica i fort creixement des de 1996, quan un canvi en l'economia va provocar la caiguda de l'aleshores govern socialista. Com a resultat, el nou govern es va tornar compromès amb les reformes econòmiques i un planejament fiscal responsable. El país va créixer una mitjana superior a 6% a l'any entre 2004 i 2008 recolzat per préstecs bancaris, consum i forta inversió directa. El PIB de 2009 va contreure 5,5%, va romandre sense creixement durant el 2010 malgrat la represa de les exportacions, va créixer 1,7% el 2011 i 1% el 2012.

## Història

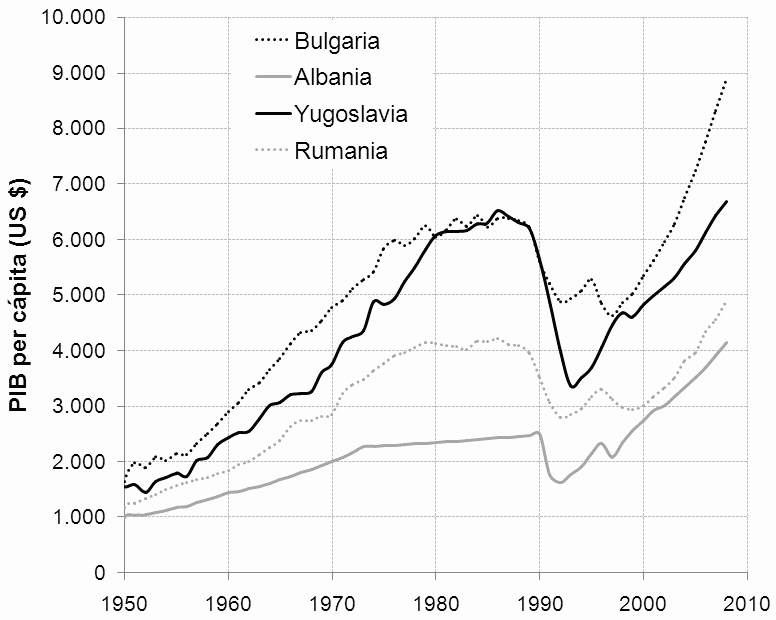
Comparació del PIB per capita nominal de Albània, Bulgària, Romania i Iugoslàvia, durant el, basat en World Population, GDP and Per Capita GDP, 1-2010 AD.

Durant la República Popular de Bulgària, el govern búlgar elaborava segons el criteri tradicional, plans quinquennals que van impulsar l'economia del país fins i tot ben avançats els anys 1970. Els avenços tecnològics de la dècada dels anys 1980 als països occidentals, van fer que la indústria búlgara quedés obsoleta. Les reformes empreses en aquest moment van ser tímides i es va incrementar notablement la deute exterior.
La seva economia va contreure durant els anys 1990 amb el col·lapse del Consell d'Assistència Econòmica Mútua -COMECON- i amb la pèrdua del mercat soviètic, país de fortes lligadures amb l'economia búlgara. El patró de vida va patir una baixada de 40%, i només va aconseguir tornar als índexs anteriors al 1989, durant el mes de juny de 2004. A més a més, les sancions de l'ONU contra Sèrbia (1992-95) i Iraq van produir un fort impacte a l'economia del país. N'hi va haver també un període d'alta inflació als anys 1990, i solament durant els anys 2000 el país va aconseguir tenir creixement amb baixa inflació.

## Diferents sectors
A l'agricultura, dues terceres parts del terra del país estan dedicats al conreu de cereals, fonamentalment blat, blat de moro, ordi, sègol i arròs. Els conreus industrials del tabac, el cotó i el gira-sol representen una part més rendible de l'organització agrícola. Al procés de privatització de la terra, s'ha sofert una gran parcel·lació que no ha beneficiat les explotacions.
A la indústria destaca la siderúrgia, les plantes de productes químics (Burgàs) i el tèxtil. Manca quasi per complet de petroli el que agreuja la seva dependència exterior en matèria energètica.
Posseeix jaciments importants de carbó i lignit que mantenen les centrals tèrmiques i la siderúrgia. La resta de l'energia, prové en una petita proporció de la hidràulica i en la seva més gran part de la Central nuclear de Kozloduy, construïda el 1974 i considerada per la Unió Europea com una de les més perilloses del món, encara que el govern búlgar ho nega. El 1993, amb la col·laboració fonamental de l'aleshores Comunitat Europea que va aportar prop de 19 milions de dòlars, es van millorar els sistemes de seguretat de la central davant l'experiència de l'Accident de Txernòbil.

## Perspectives actuals

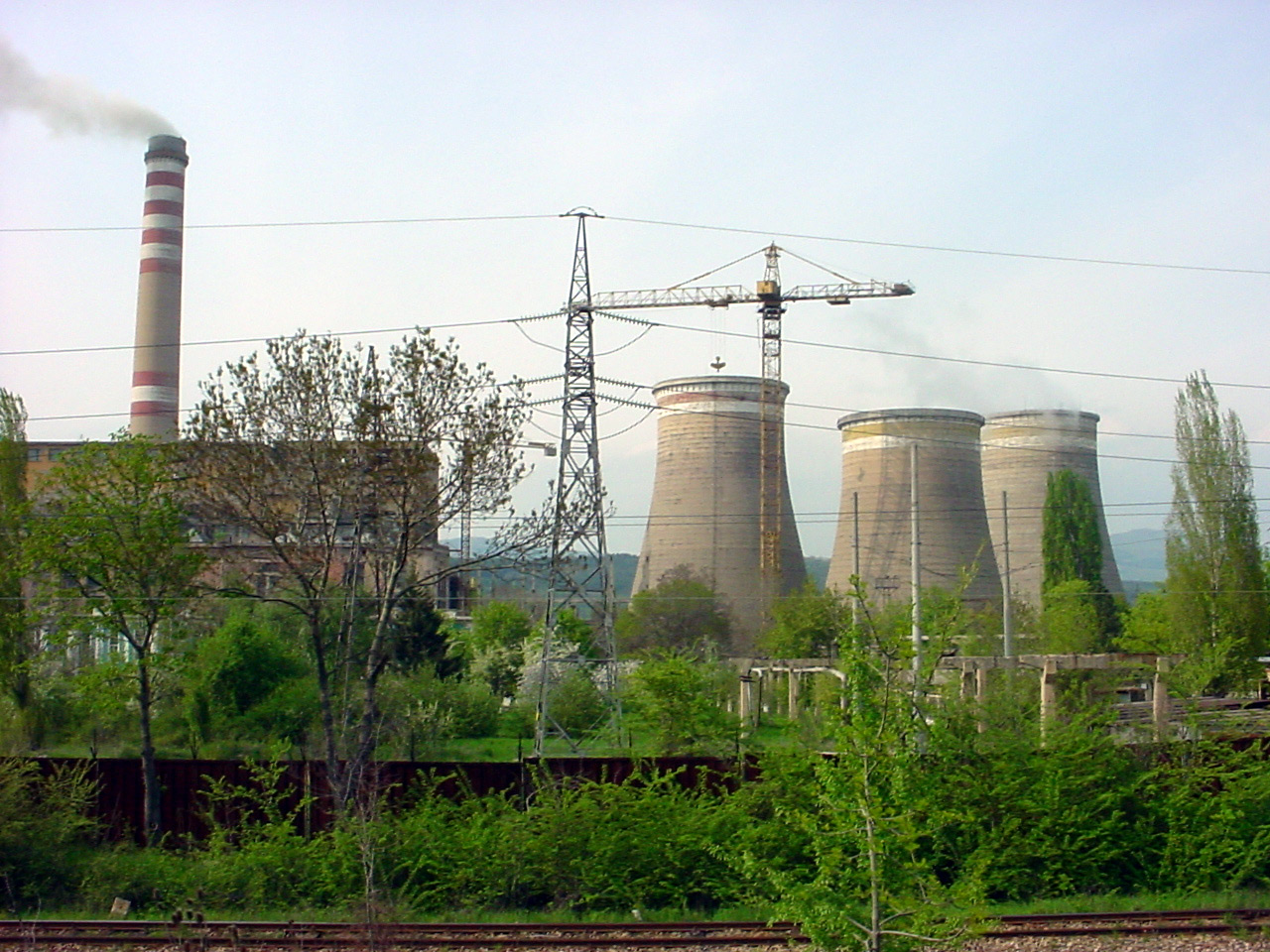
Central Termoelèctrica de Sofia

El deute exterior, unit al retard en el procés de privatització i modernització econòmica respecte a altres veïns de la zona com Hongria han retardat el seu desenvolupament.
Després de la integració a l'OTAN i a la Unió Europea, s'ha elaborat un pla conjunt per al període 2007-2009 que ha incentivat la inversió empresarial i la posada al punt de l'economia, amb indicadors alts de confiança de les empreses del país. Les millores en el sector financer (bancs) han estat notables, així com la privatització de les empreses estatals de telecomunicacions i s'espera superar els problemes de corrupció política i pèrdua de mà d'obra qualificada que emigra cap a Alemanya, França, Itàlia, Àustria i Espanya a la recerca de millors salaris. D'altra banda, la inversió estrangera ha crescut de manera espectacular el 2003 i el 2004 fins als dos mil milions d'euros.
El 4 de juny de 2025, el BCE va publicar un informe segons el qual Bulgària complia els 5 criteris de convergència per adoptar l'euro. El següent pas seria rebre l'aprovació per unir-s'hi dels ministres de finances de la resta de membres de l'eurozona, cosa que s'espera que passi el 8 de juliol de 2025.